# 第61回ミュンヘン安全保障会議
第61回ミュンヘン安全保障会議 (MSC 2025)は、2025年2月14日から2月16日までドイツのミュンヘンで開催されたミュンヘン安全保障会議の年次会議。

## 背景
イベントの前日にはミュンヘンで自動車攻撃があり36人が負傷した。この会議は2025年ドイツ連邦議会選挙の1週間前に開催された。

## 出席者
会議の出席者は以下の通り：
- - ウルズラ・フォン・デア・ライエン 欧州委員会委員長
- - ロベルタ・メツォラ 欧州議会議長
- - カヤ・カッラス 外務・安全保障政策上級代表
- - マルク・ルッテ 事務総長
- - J・D・ヴァンス 副大統領
- - マルコ・ルビオ 国務長官
- - キース・ケロッグ ウクライナ・ロシア担当大統領特使[4]
- - リンゼー・グラム 上院議員
- - ジャンヌ・シャヒーン（英語版） 上院議員
- - シェルドン・ホワイトハウス（英語版） 上院議員
- - ジョン・コーニン（英語版） 上院議員
- - ウォロディミル・ゼレンスキー 大統領
- - サロメ・ズラビシュヴィリ 大統領
- - スヴャトラーナ・ツィハノウスカヤ 政治活動家
- - オラフ・ショルツ 首相
- - フランク＝ヴァルター・シュタインマイヤー 大統領
- - アンナレーナ・ベアボック 外務大臣
- - イェルク・クキース（英語版） 財務大臣
- - ラドスワフ・シコルスキ（英語版） 外務大臣
- - ステファヌ・セジュルネ（英語版） 外務大臣
- - 王毅 中国共産党中央外事弁公室主任兼外交部長
- - 趙兌烈 外交部長官
- - 岩屋毅 外務大臣
- - ジョン・ヒーリー 国防大臣
- - デイビッド・ラミー 外務・英連邦・開発大臣
- - エビカ・シリニャ 首相
- - ジョン・ドラマニ・マハマ 大統領
- - フェリックス・チセケディ 大統領
- - ビラーワル・ブットー・ザルダーリー 国民議会議員
- - テネ・ビラヒマ・ウアッタラ（英語版） 国防大臣
- - ギドン・サール 外務大臣
- - ギタナス・ナウセダ 大統領
- - アラル・カリス 大統領
- - ヨーナス＝ガール・ストーレ 首相
- - ペトル・パヴェル 大統領
- - マリア・マルマー・ステナーガード（英語版） 外務大臣
- - アレクサンデル・ストゥブ 大統領
- - エリナ・ヴァルトネン（英語版） 外務大臣
- - アンドレイ・プレンコビッチ 首相
- - クリストルン・フロスタドッティル 首相
- - エディ・ラマ 首相
- - フリスティヤン・ミツコスキ 首相

- マルコ・ルビオ米国務長官とマルク・ルッテ北大西洋条約機構事務総長の会談
- ウクライナとアメリカの代表団が会談
- ヨーロッパ及び大西洋上の安全保障に関するパネルディスカッション

## 会議
会議は2025年2月14日、ドイツのフランク＝ヴァルター・シュタインマイヤー大統領によって開会された。この会議で、ウクライナのウォロディミル・ゼレンスキー大統領はJ・D・ヴァンス米副大統領と会談し、ヴァンスは独極右政党ドイツのための選択肢（AfD）のアリス・ワイデル共同代表や野党ドイツキリスト教民主同盟指導者フリードリヒ・メルツとも会談した。ゼレンスキーはまた、米国の主要政党の上院議員数名とも会談した。
NATOのマルク・ルッテ事務総長は、「2022年ロシアのウクライナ侵攻の平和的解決に向けた話し合いで主要な役割を果たしたいのであれば、欧州諸国はウクライナに関する計画を打ち出す必要がある」と述べた。
ヴァンスは演説の中で、「不法移民はヨーロッパが直面する最も緊急な課題だ」と述べた。また、アメリカ合衆国が中国を重視する中、欧州の指導者たちはウクライナの防衛にもっと貢献する必要があると述べた。ほか、欧州諸国が言論の自由と民主主義の価値を守ることに失敗していると主張し、ドイツにおける極右に対するファイアウォールや、ロシアによる選挙運動への干渉を理由に2024年ルーマニア大統領選挙の選挙結果を取り消したことなどを批判した。ドイツのボリス・ピストリウス国防相は、ヴァンスの演説に反論し、次のように述べた：
私の解釈が正しければ、彼はヨーロッパの一部と、権威主義的な地域の状況を比較しているようだ。
ヴァンスの演説は、オラフ・ショルツ首相（ドイツ社会民主党）、ナタリア・プージレフ（再生）、野党党首で次期首相候補のフリードリヒ・メルツ（ドイツキリスト教民主同盟）、ロベルト・ハーベック副首相（同盟90/緑の党）、アンナレーナ・ベアボック外相（同盟90/緑の党）らからも批判された。マリー＝アグネス・ストラック・ツィンマーマン（自由民主党）は、ヴァンスの演説を「異様で、知的底辺」と揶揄した。
反応はさまざまだが、ショルツはこう言っている：
だからこそ我々（ドイツ社会民主党）は、部外者が我々の民主主義・選挙・そして党を支持し、党の利益のための民主的な意見形成に干渉することを受け入れないのだ（中略）特にそれは、友人や同盟国の間では適切ではない。—オラフ・ショルツ
またショルツ首相は、「ドイツの民主的な政党は " 共通の合意 " を持っている」と述べ、その理由として国家社会主義の経験（ナチス・ドイツ）を挙げ、この合意こそが極右政党に対する防壁であると強調した。さらに、「ドイツ連邦共和国は民主主義国家であり、国家社会主義やファシズムに対する反対から成り立っている」と述べ、国家社会主義とその恐ろしい犯罪がAfD（ドイツのための選択肢）から「ドイツ史の中の鳥の糞のようなもの」として軽視されていることに言及した。「 " （過去の過ちは）二度と繰り返さない " という誓いは、ダッハウ強制収容所記念碑を訪れた際にヴァンスが述べていたが、AfDへの支持と矛盾している」とし、ドイツ人は「自分たちの民主主義を自ら決定する」と強調した。
ベアボックは、アメリカでは現在、ドイツやヨーロッパの対応を必要とする社会階級として、「新しい形のテクノロジーによるマネー・ノビリティー」が出現していると指摘し、「ヴァンスが昨日したことについて、これははっきりと伝えなければならない（中略）貴国には関係ない（中略）貴国自身のことに対処しなさい」と述べた。メルツはヴァンスによるドイツ選挙に対する干渉を批判し、「ヨーロッパにおける価値観の欠如」についてのヴァンスの主張を退けた。また、ヘイトスピーチやフェイクニュースに関する合法的な規制を、独立した裁判所によって行うことは全く適切であると述べ、さらに「記者が首相府への取材を拒否されるようなことは決してない」と述べた（これは、AP通信がメキシコ湾の名称に関する発言のためにホワイトハウス内での取材やエアフォースワンへの搭乗を拒否された事例を踏まえての皮肉）。
ゼレンスキーはヨーロッパ諸国による支援部隊の創設を呼びかけた。このような部隊の創設は、アメリカの2倍以上の人口を抱えるヨーロッパが独自の核の傘を開発するための前提条件であるとしている。現在、この核の傘としての支援部隊はアメリカによってNATOに派遣されており、ベルギー、ドイツ、イタリア、オランダ、トルコがニュークリア・シェアリングの参加国となっており、フランスとイギリスは核保有国となっている。万が一核の傘としての支援部隊が撤退などにより喪失した場合、重大な事態を生むことになり、核拡散や、ヨーロッパが再度アメリカの影響力を強く受けることに繋がる。